# Wade Flaherty
Wade Flaherty, född 11 januari 1968, är en kanadensisk före detta professionell ishockeymålvakt som tillbringade tio säsonger i den nordamerikanska ishockeyligan National Hockey League (NHL), där han spelade för San Jose Sharks, New York Islanders, Tampa Bay Lightning, Florida Panthers och Nashville Predators. Han släppte in i genomsnitt 3,51 mål per match och höll nollan (inte släppt in ett mål under en match) fem gånger på 120 grundspelsmatcher.
Flaherty spelade också för Kentucky Thoroughblades, Lowell Lock Monsters, Utah Grizzlies, San Antonio Rampage, Manitoba Moose och Rockford Icehogs i American Hockey League (AHL); Richmond Renegades i ECHL; Kalamazoo Wings, Kansas City Blades och Utah Grizzlies i International Hockey League (IHL); China Sharks i Asia League Ice Hockey (ALHI) och Kelowna Wings, Seattle Thunderbirds, Spokane Chiefs och Victoria Cougars i Western Hockey League (WHL).
Han draftades av Buffalo Sabres i nionde rundan i 1988 års draft som 181:a spelare totalt.
Efter spelarkarriären har han arbetat som målvaktstränare för Chicago Blackhawks och Winnipeg Jets.